# SCS Software
SCS Software ist ein tschechischer Entwickler von Computerspielen. Zu den bekannten Produkten des Unternehmens gehören 18 Wheels of Steel, Euro Truck Simulator, American Truck Simulator und Hunting Unlimited.

## Spiele

### 18 Wheels of Steel
In der Reihe 18 Wheels of Steel fährt der Spieler verschiedene Lkw durch Nordamerika.
- Hard Truck: 18 Wheels of Steel
- 18 Wheels of Steel: Across America
- 18 Wheels of Steel: Convoy
- 18 Wheels of Steel: Pedal to the Metal
- 18 Wheels of Steel: Haulin’
- 18 Wheels of Steel: American Long Haul
- 18 Wheels of Steel: Extreme Trucker
- 18 Wheels of Steel: Extreme Trucker 2

### Euro Truck Simulator
Die Reihe Euro Truck Simulator lässt den Spieler Lkw durch europäische Länder fahren.
Die Reihe umfasst sieben Titel:
- Euro Truck Simulator (ETS)
- German Truck Simulator (GTS), basiert auf dem Spielsystem des Euro Truck Simulators, handelt jedoch in Deutschland
- UK Truck Simulator (UKTS), basiert auf dem Spielsystem des Euro Truck Simulators, handelt jedoch in Großbritannien und ist ein Add-on des German Truck Simulators
- Austrian Truck Simulator (ATS), basiert exakt auf dem German Truck Simulator, handelt jedoch in Österreich und ist ein Add-on des German Truck Simulators
- Scania Truck Driving Simulator (STDS), basiert auf dem Spielsystem des German Truck Simulators mit verbesserter Grafik und ausschließlich mit Fahrzeugen von Scania.
- Euro Truck Simulator 2 (ETS2), Nachfolger des Euro Truck Simulators, besitzt erstmals alle Lizenzen namhafter LKW-Hersteller.

Als Auskopplung entstand 2011 der LKW-Rangier-Simulator. Spielziel ist hierbei das Üben des Einparkens sowie das Navigieren durch Hindernisparcours.
Im Mai 2022 wurde das bereits fertiggestellte DLC Heart of Russia für Euro Truck Simulator 2 aufgrund des Russischen Überfalls auf die Ukraine nicht veröffentlicht.

### American Truck Simulator
Aufgrund des großen Erfolgs der Euro-Truck-Simulator-Reihe kündigte SCS Software ihr nächstes Spiel, den American Truck Simulator, an. Das Spiel erschien am 2. Februar 2016 und basiert grundlegend auf dem Euro Truck Simulator 2. Er enthält offiziell lizenzierte Marken wie unter anderem Peterbilt, Kenworth, Volvo, International, Mack ,Western Star und seit Dezember 2020  Freightliner.

### Hunting Unlimited
Hunting Unlimited ist eine Reihe von SCS Software entwickelter Jagdsimulatoren. Die Serie umfasst acht Spiele:
- Hunting Unlimited
- Hunting Unlimited 2
- Hunting Unlimited 3
- Hunting Unlimited 4
- Hunting Unlimited 2008
- Hunting Unlimited 2009
- Hunting Unlimited 2010
- Hunting Unlimited 2011

### Deer Drive
Deer Drive ist eine Jagdsimulation, die auf einem Arcade-Spielprinzip basiert.

### Übersicht
| Titel                                  | Plattform                      | Erstveröffentlichung |
| -------------------------------------- | ------------------------------ | -------------------- |
| Rocky Mountain Trophy Hunter 3         | Microsoft Windows              | 27. Sep. 2000        |
| Shark! Hunting the Great White         | Microsoft Windows              | 27. Feb. 2001        |
| Hunting Unlimited                      | Microsoft Windows              | 21. Sep. 2001        |
| Duke Nukem: Manhattan Project          | Microsoft Windows              | 21. Mai 2002         |
| Hard Truck: 18 Wheels of Steel         | Microsoft Windows              | 31. Aug. 2002        |
| 18 Wheels of Steel: Across America     | Microsoft Windows              | 23. Sep. 2003        |
| Hunting Unlimited 2                    | Microsoft Windows              | 28. Sep. 2003        |
| Hunting Unlimited 3                    | Microsoft Windows              | 24. Aug. 2004        |
| 18 Wheels of Steel: Pedal to the Metal | Microsoft Windows              | 30. Aug. 2004        |
| OceanDive                              | Microsoft Windows              | 8. März 2005         |
| 18 Wheels of Steel: Convoy             | Microsoft Windows              | 6. Sep. 2005         |
| Hunting Unlimited 4                    | Microsoft Windows              | 18. Sep. 2006        |
| 18 Wheels of Steel: Haulin‘            | Microsoft Windows              | 18. Sep. 2006        |
| Bus Driver                             | Microsoft Windows, OS X, iOS   | 22. März 2007        |
| Deer Drive                             | Microsoft Windows              | 24. Apr. 2007        |
| TruckSaver (Bildschirmschoner)         | Microsoft Windows              | April 2007           |
| Hunting Unlimited 2008                 | Microsoft Windows              | 1. Sep. 2007         |
| 18 Wheels of Steel: American Long Haul | Microsoft Windows              | 3. Dez. 2007         |
| Hunting Unlimited 2009                 | Microsoft Windows              | 23. Juli 2008        |
| Euro Truck Simulator                   | Microsoft Windows, OS X        | 6. Aug. 2008         |
| Hunting Unlimited 2010                 | Microsoft Windows              | 7. Juli 2009         |
| 18 Wheels of Steel: Extreme Trucker    | Microsoft Windows              | 23. Sep. 2009        |
| German Truck Simulator                 | Microsoft Windows              | 13. Jan. 2010        |
| UK Truck Simulator                     | Microsoft Windows              | 19. Feb. 2010        |
| 18 Wheels of Steel: Extreme Trucker 2  | Microsoft Windows              | 6. Jan. 2011         |
| Trucks & Trailers                      | Microsoft Windows              | 17. Juli 2011        |
| Scania Truck Driving Simulator         | Microsoft Windows, OS X        | 13. Juni 2012        |
| Euro Truck Simulator 2                 | Microsoft Windows, OS X, Linux | 19. Okt. 2012        |
| American Truck Simulator               | Microsoft Windows, OS X, Linux | 2. Feb. 2016         |

## Spiel-Engines
- TERRENG – benutzt bei den Spielen Deer Hunter II, Deer Hunter 3 und anderen Jagdsimulationen
- Prism3D